# 에이바 레인
시몬 알렉산드라 가르시아 존슨(Simone Alexandra Garcia Johnson, 2001년 8월 14일 ~ ) 또는 에이바는 미국의 여자 프로레슬링선수이다. 저 이름도 유명한 드웨인 존슨의 장녀이다. 키는 178cm(5 ft 10 in)이며 아버지를 닮아서 엄청나게 건장하다.
2017년 11월 에이바는 아버지인 드웨인 존슨에게 프로레슬러가 되고 싶다고 말했다. 그러자 드웨인 존슨은 에이바에게 직접 프로레슬링을 지도했다.
2020년 아버지 드웨인 존슨이 자신의 친구이자 WWE의 COO인 트리플 H에게 에이바를 추천했다. 트리플 H는 이에 응해 에이바를 연습생으로 받아줬으며 에이바는 그렇게 아버지가 프로레슬러로 활동했던 WWE에 연습생으로 들어갔다. 2022년에 프로레슬러로서 정식 데뷔전을 치뤘다.
2024년 NXT단장에 취임했는데 역대 최연소 단장이다. 이로 인해 아버지의 후광으로 그 자리에 올랐다는 의혹이 있다. 하지만 에이바 수준의 덩치가 커다란 여성 레슬러는 생각보다 많지 않기 때문에 WWE에서는 귀중한 재원으로 활용될 전망이다.
프로레슬러 자녀들 중 헐크 호건의 딸인 브룩 호건이 WWE 데뷔에 실패한 것과는 대조되게 에이바는 WWE에 성공적으로 데뷔했다.

## 외부 사이트
- WWE 공식 프로레슬러 프로필 사이트 - 에이바